# Dead or Alive 5
Dead or Alive 5 (デッド オア アライブ5?, Deddo oa Araibu 5) è il quinto episodio della serie di videogiochi Dead or Alive, uscito per PlayStation 3 e Xbox 360. È disponibile dal settembre 2012.
Ad aprile 2013 ne è stata realizzata una versione per PlayStation Vita, chiamata Dead or Alive 5 Plus, mentre una versione aggiornata per PlayStation 3, Xbox 360 e arcade chiamata Dead or Alive 5 Ultimate, che è stata distribuita in Italia dal 6 settembre 2013 (anche in versione free to play, denominata Core Fighters). Infine una terza versione, Dead or Alive 5 Last Round, distribuita in Europa dal 25 febbraio 2015 per le piattaforme: PlayStation 3, PlayStation 4, Xbox 360, Xbox One e Windows (anch'essa uscita in versione free to play).

## Trama
La storia è ambientata due anni dopo il quarto torneo DOA. In questo periodo Helena Douglas ha preso pieno comando della DOATEC, ricostruendo l'organizzazione dalle sue ceneri, ed eliminando le sezioni militari e biotecnologiche, comprese quelle gestite da Victor Donovan. A bordo della Freedom Survivor Helena annuncia il quinto torneo Dead or Alive. Con lei sono presenti Bayman, incaricato di trovare Donovan, e Kasumi, in cerca del suo clone, Alpha-152, ancora in libertà. Raggiungono la nave anche i ninja Hayate, Ayane e Ryu, chiamati da Helena, che cerca il loro aiuto per sconfiggere definitivamente Donovan.
Quest'ultimo ha infatti creato una nuova organizzazione, la M.I.S.T., che comprende molti scienziati che lavoravano con lui alla DOATEC, inclusa Lisa Hamilton. Altre persone da lui assoldate sono Christie, in cerca di Rig, e Miyako, madre di Kokoro e capo della divisione giapponese della DOATEC. Il torneo intanto ha inizio e si sviluppa in parallelo alla storia principale: gli unici partecipanti al torneo sono Eliot, Bass, Tina, Kokoro, Hitomi, Jann Lee, Leifang e Mila, e il vincitore ufficiale è Jann Lee, battendo Hitomi in finale.
Kasumi riesce a seguire delle tracce che la portano al suo clone, in un complesso sottomarino di proprietà della M.I.S.T. Dopo essersi scontrata con Lisa, riesce a sconfiggere definitivamente Alpha-152, ma mentre sta per fuggire dalla struttura, viene attacca da Ayane e Hayate che la uccidono. Si viene a sapere che questa Kasumi non era che un altro clone precedentemente creato, convinto di essere la vera Kasumi. L'originale invece era in un villaggio nascosto, probabilmente il villaggio Hayabusa (lo si può dedurre dalla presenza di Muramasa e dal completo nero di Kasumi, particolarmente simile a quello di Ryu), sotto protezione.
Donovan ha però altri cloni oltre a Alpha-152, conosciuti come Alpha, che ha sottoposto alla fase 3: essi sono in grado di prendere le sembianze umane, incluse quelle di Hayate, Ryu e Ayane. I ninja combattono il misterioso Rig e i cloni differenti, fino a quando una forte esplosione distrugge l'intera base operativa, in cui Lisa rimane coinvolta e la sua sorte non è stata ancora rivelata, la vera Kasumi affronta una battaglia finale contro uno dei cloni riuscendo a sconfiggerla. I quattro ninja poi decidono così di proseguire il loro cammino, continuando la ricerca di Donovan.
Nella scena che segue i titoli di coda, si scopre che Rig non è altri che il figlio di Donovan, e che tutto è andato come previsto. La fase quattro sta per iniziare. Alla fine si vede un altro clone di Kasumi, Phase 4, che aveva ferito Bayman prima dell'inizio del torneo, scomparire nel nulla.

## Modalità di gioco

### Modalità
La modalità di gioco principale è diventata la modalità avventura, creata sulla falsariga della modalità Chronicle di Dead or Alive Dimensions: in questa modalità il giocatore utilizzerà diversi personaggi della serie per addentrarsi sempre di più nelle vicende del quinto capitolo. Saranno presenti più di 500 missioni bonus in questa modalità da sbloccare, come per esempio "colpire con 5 calci" o "buttare qualcuno giù da un precipizio".
Altre modalità offline comprendono quella scontro, cioè versus, la arcade, con un numero standard di nemici da affrontare, la sfida sul tempo e la sopravvivenza. Ritorneranno, migliorate, sia la modalità online, sia quella allenamento che quelle extra, come spettatore e album.

### Sistema di combattimento
Il sistema di attacco della serie, presente anche in Dead or Alive 5 è conosciuto come sistema triangolare, come comprende colpi, proiezioni e prese: i colpi, che rappresentano gli attacchi basilari, sconfiggono le proiezioni, cioè quegli attacchi ravvicinati ad aggancio. Le proiezioni battono le prese, cioè le contromosse, mentre queste ultime bloccano i colpi.
Le zone pericolose ritornano, quei punti di uno stage in cui vengono inflitti danni quando un combattente sbatte contro una determinata superficie o contro un pavimento che si può rompere. Alcune zone pericolose, al contatto, attivano delle modifiche all'intero stage, come delle esplosioni che cambiano l'assetto dell'arena o la rendono mobile, fenomeno conosciuto come attrazione dinamica.
Allo stesso modo, alcuni stage che presentano più di un piano, danno la possibilità al combattente che sta essere scaraventato di attaccarsi al precipizio, il sistema appeso a un filo, in cui il combattente che sta per cadere, dopo essersi prontamente aggrappato premendo un tasto, può decidere di pararsi o di schivare il colpo, mentre l'altro combattente può decidere se fare un attacco o una proiezione al personaggio appeso al bordo.
Un'altra novità sono i colpi potenti, cioè dei colpi che vanno caricati e se messi a segno danno il via ad una sequenza cinematografica, dando però al combattente la possibilità di scagliare il personaggio in un particolare punto dell'arena. I colpi potenti possono essere attivati solo quando la barra dell'energia è a meno del 50%, momento in cui diventa rossa. In uno scontro tag, è possibile attivare il doppio colpo potente, in cui il secondo combattente (sempre se possiede meno del 50% di energia) subentrata a metà colpo potente e prende il posto del primo combattente per iniziare il proprio attacco.
È stato sviluppato anche un sistema di colpi critici: determinate combo si concludono con un colpo critico, che stordisce l'avversario e lo lascia senza la possibilità di pararsi, ma con la sola possibilità di presa, cioè di controattacare una mossa. Lo stato di stordimento può essere prolungato con altre combo chiamato sforzi critici, e risulterà in uno stordimento ancora maggiore che lascerà l'avversario completamente indifeso.

## Personaggi
I personaggi giocabili sono 24, compresi i tre provenienti dalla serie Virtua Fighter:
- Alpha-152, clone stabile di Kasumi, già boss in DOA4. È un personaggio sbloccabile.
- Ayane, ninja giapponese e sorellastra di Kasumi e Hayate. Aiuta Hayate a localizzare Donovan e Alpha-152.
- Bayman, mercenario russo, praticante di sambo. Dopo essere stato attaccato da un clone di Kasumi ritorna alla ricerca di Donovan.
- Brad Wong, zingaro cinese, praticante di zui ba xian quan. Sta affrontando un viaggio in Cina insieme a Eliot.
- Christie, assassina britannica e maestra di she quan. Lavora per Donovan e la sua nuova organizzazione.
- Eliot, praticante del xing yi quan, sta affrontando un viaggio in Cina con Brad Wong.
- Gen Fu, maestro di xinyi liuhe quan e proprietario di una libreria. Ritorna per insegnare il suo stile di combattimento a Eliot. È un personaggio segreto sbloccabile.
- Hayabusa, super ninja del clan Hayabusa. Assiste il suo migliore amico Hayate nella sua missione.
- Hayate, 18° capo del clan Mugen Tenshin e fratello di Kasumi. È alla ricerca di Donovan e Alpha-152 insieme ad Ayane.
- Helena, presidente della DOATEC. Cerca di aiutare i ninja a scovare Donovan e organizza il quinto torneo.
- Hitomi, karateka tedesca, ormai studentessa universitaria e maestra di karate. È una degli otto combattenti a partecipare al quinto torneo.
- Jann Lee, buttafuori di 20 anni e praticante di Jeet Kune Do. È uno degli otto combattenti a partecipare al quinto torneo.
- Kasumi, ninja giapponese del clan Mugen Tenshin. Il suo unico scopo sembra essere quello di scovare e distruggere Alpha-152.
- Kokoro, studentessa universitaria e praticante di ba ji quan. È una degli otto combattenti a partecipare al quinto torneo.
- Leifang, studentessa universitaria e praticante di t'ai chi quan. È una degli otto combattenti a partecipare al quinto torneo.
- La Mariposa, alter ego di "Lisa Hamilton", è una luchadora americana ed ex-scienziata della DOATEC.
- Mila, combattente di MMA e fan di Tina. È una degli otto combattenti a partecipare al quinto torneo.
- Mr. Strong, alter ego di Bass Armstrong, ormai in pensione. È uno degli otto combattenti a partecipare al quinto torneo.
- Rig, ingegnere e praticante di taekwondo. Non conosce il suo passato.
- Tina, pro-wrestler statunitense. È una degli otto combattenti a partecipare al quinto torneo.
- Zack, è lo speaker ufficiale del torneo e si occupa di reclutare i vari combattenti.

Sono stati aggiunti tre guest character da Virtua Fighter 5 in seguito alla collaborazione con SEGA:
- Akira Yuki, praticante di ba ji quan, stesso stile di Kokoro.
- Sarah Bryant, praticante di una variante modificata del Jeet Kune Do.
- Pai Chan, praticante di mi zong yi.

## Livelli
Di seguito i livelli rivelati:
- Parapiglia (Scramble)
- Zona calda (Hot Zone)
- Lo spettacolo (The Show)
- Flusso (Flow)
- Sakura (Sakura)
- Carburante (Fuel)
- Combattimento-Intrattenimento (Fighting Entertainment)
- Casa (Home)
- Profondità (Depth)

- Santuario (Sanctuary)
- Tempio del drago (Temple of the Dragon)
- In capo al mondo (The Ends of the Earth)
- Strada (Street)
- Dead or Alive (Dead or Alive)
- Lo spettacolo delle tigri (The Tiger Show)
- Sudore (Sweat)
- Laboratorio (Lab)
- Tatami (Tatami)

## Sviluppo
Lo sviluppo del quinto capitolo della saga è stato messo in dubbio dopo le dimissioni del creatore del franchise, Tomonobu Itagaki, il quale, nel giugno 2008, ha preferito abbandonare la sua posizione di leader del Team Ninja a causa di alcune gravi incomprensioni col presidente di Tecmo. Il progetto è così passato a Yōsuke Hayashi, il nuovo leader del Team Ninja. Dead or Alive 5 verrà distribuito sia per Xbox 360 che per PlayStation 3, segnando così un ritorno sulla console di casa Sony, in quanto i precedenti due capitoli erano un'esclusiva Xbox.

## Contenuti scaricabili
I contenuti scaricabili sono solitamente pacchetti di costumi per i personaggi. Sono in totale 10:
- Pacchetto costumi round 1 gratuito per PlayStation 3 (03/10/2012) e Xbox 360 (02/10/2012);
- Pacchetto costumi round 2 a pagamento per PlayStation 3 (17/10/2012) e Xbox 360 (16/10/2012);
- Pacchetto costumi round 3 a pagamento per PlayStation 3 (31/10/2012) e Xbox 360 (30/10/2012);
- Pacchetto costumi round 4 a pagamento per PlayStation 3 (14/11/2012) e Xbox 360 (13/11/2012);
- Pacchetto costumi round 5 a pagamento per PlayStation 3 (28/11/2012) e Xbox 360 (27/11/2012);
- Pacchetto costumi round 6 a pagamento per PlayStation 3 (19/12/2012) e Xbox 360 (11/12/2012);
- Pacchetto costumi round 7 a pagamento per PlayStation 3 (19/12/2012) e Xbox 360 (18/12/2012);
- Costumi da bagno seduttrici (a pagamento) e Livello Zack Island (gratuito) per PlayStation 3 (23/1/2013) e Xbox 360 (febbraio 2013);
- Pacchetto costumi round 9 a pagamento per PlayStation 3 (20/2/2013) e Xbox 360 (26/2/2013);
- Pacchetto costumi round 10 a pagamento per PlayStation 3 (17/7/2013) e Xbox 360 (16/7/2013);

## Altre versioni

### Dead or Alive 5 Plus
Dead or Alive 5 Plus è una versione migliorata di DOA5 per PlayStation Vita, distribuita nel marzo 2013. Questo videogioco aggiunge ulteriori modalità, come quella di addestramento o la touch play. È stato ben ricevuto dalla critica, guadagnado un punteggio migliore rispetto a quello di DOA5.

### Dead or Alive 5 Ultimate
Dead or Alive 5 Ultimate è una versione aggiornata di DOA5 distribuita nel settembre 2013 per PlayStation 3 e Xbox 360. Sono state aggiunge nuove modalità, stage e personaggi. Sono anche state distribuite una versione free-to-play, Dead or Alive 5 Ultimate: Core Fighters, e una versione arcade in Giappone, Dead or Alive 5 Ultimate: Arcade.

### Dead or Alive 5 Last Round
Dead or Alive 5 Last Round è il videogioco conclusivo della saga Dead or Alive 5, sviluppato per PlayStation 3, Xbox 360 e Windows (per cui sarà distribuito solo digitalmente) e le succeditrici PlayStation 4 e Xbox One. La data di uscita per il mercato giapponese è fissata per il 19 febbraio 2015 mentre per quello occidentale il 20 febbraio.